# Klawdija Wassiljewna Gorschkowa

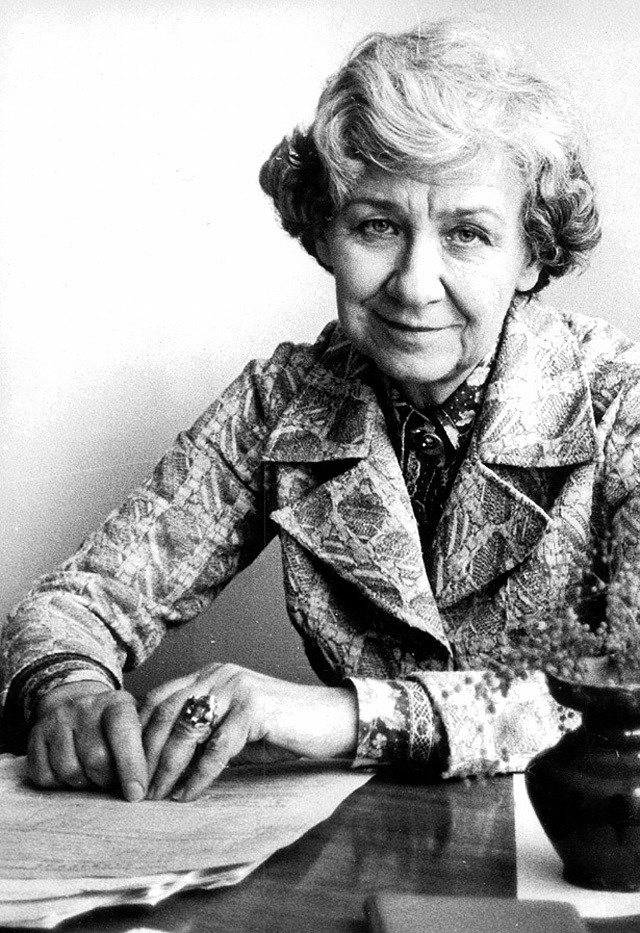
Klawdija Wassiljewna Gorschkowa

Klawdija Wassiljewna Gorschkowa (russisch Клавдия Васильевна Горшкова; * 12. Januar 1921 in Taganrog; † 7. Juni 2002 in Moskau) war eine sowjetische bzw. russische Linguistin und Hochschullehrerin.

## Leben
Gorschkowa stammte aus einer Arbeiterfamilie und besuchte die Taganroger Mittelschule. Das Studium begann sie 1938 am Moskauer Institut für Philosophie, Literatur und Geschichte (IFLI).
Nach dem Deutschen Angriff arbeitete Gorschkowa 1941 beim Bau von Befestigungen vor Moskau mit, bis sie mit dem IFLI zunächst nach Swerdlowsk und dann nach Taschkent evakuiert wurde. Im Dezember 1941 wurde das IFLI die Philologie-Fakultät der evakuierten Lomonossow-Universität Moskau (MGU), sodass Gorschkowa das Studium 1942  in der Russisch-Abteilung der Philologie-Fakultät der MGU abschloss.
Es folgte dort die Aspirantur bei Ruben Awanessow mit Rückkehr nach Moskau. Ihre Dissertation über die Moskauer Sprache am Ende des 17. und Anfang des 18. Jahrhunderts anhand der Briefe und Schriften Peters I. verteidigte Gorschkowa 1947 mit Erfolg für die Promotion zur Kandidatin der philologischen Wissenschaften. Sie blieb dann an der MGU als Assistentin.
Gorschkowa wurde 1951 an die Universität Bukarest abgeordnet, um zwei Jahre lang den Lehrstuhl für Russische Sprache zu leiten. Nach der Rückkehr wurde sie zur Dozentin der MGU ernannt.
Ihre Doktor-Dissertation über die historische Dialektologie der nördlichen Rus nach Daten der historischen Phonologie verteidigte Gorschkowa 1966 mit Erfolg für die Promotion zur Doktorin der philologischen Wissenschaften. Die Ernennung zur Professorin folgte 1968. Ab 1971 leitete sie den Lehrstuhl für Russische Sprache der Philologie-Fakultät der MGU fast ein Vierteljahrhundert lang. Von 1972 bis 1979 leitete sie auch die Abteilung für den Unterricht des Russischen als Fremdsprache der Philologie-Fakultät der MGU. Sie hielt Vorlesungen über die Phonetik der modernen russischen Sprache, über die historische russische Grammatik, Phonemtheorie und leitete ein Seminar über Phonetiktheorie und Orthoepie der russischen Sprache. Tatjana Kortawa und Marina Remnjowa sind Schülerinnen Gorschkowas.
Gorschkowa nahm an internationalen Konferenzen teil und insbesondere an den Kongressen der internationalen Assoziation der Russisch- und Russische-Literatur-Lehrenden. Sie hielt Vorlesungen an Universitäten in Polen, Bulgarien, den USA, Großbritannien, der DDR, Australien u. a.
Gorschkowas Schwester Olga Wassiljewna Gorschkowa war Sprachhistorikerin.

## Ehrungen, Preise
- Medaille „Für heldenmütige Arbeit im Großen Vaterländischen Krieg 1941–1945“ (1970)
- Ehrenzeichen für ausgezeichnete Arbeitserfolge des Hochschulministeriums der UdSSR (1971)
- Medaille für ausgezeichnete Arbeit (1976)[2]
- Medaille „Veteran der Arbeit“ (1985)[2]
- Verdiente Professorin der MGU (1993)[1]
- Verdiente Wissenschaftlerin der Russischen Föderation (1993)[1]